# اچ‌ام‌اس دیفنس (۱۷۶۳)
اچ‌ام‌اس دیفنس (۱۷۶۳) (به انگلیسی: HMS Defence (1763)) یک کشتی بود که طول آن ۱۶۸ فوت (۵۱٫۲ متر) بود. این کشتی در سال ۱۷۶۳ ساخته شد.